# Linnavuoriana antiqua
Linnavuoriana antiqua är en insektsart som beskrevs av Irena Dworakowska 1982. Linnavuoriana antiqua ingår i släktet Linnavuoriana och familjen dvärgstritar. Inga underarter finns listade i Catalogue of Life.